# Tanding Marga (Penukal Utara)
Tanding Marga is een bestuurslaag in het regentschap Muara Enim van de provincie Zuid-Sumatra, Indonesië. Tanding Marga telt 2191 inwoners (volkstelling 2010).